# Areva jubata
Areva jubata är en fjärilsart som beskrevs av Felder 1875. Areva jubata ingår i släktet Areva och familjen björnspinnare. Inga underarter finns listade i Catalogue of Life.